# Крикор Четинян
Крикор Хазарос Четинян е български хоров диригент и музикален педагог.

## Биография
Крикор Хазарос Четинян е роден в Пловдив на 22 юни 1943 г. Родителите му Хазарос и Гадар са арменци, родени в Сиври Хисар, Турция. След Арменския геноцид, намират подслон в България.
През 1970 г. завършва с отличие Българска Държавна Консерватория (сега Националната музикална академия) в София, специалност дирижиране, в класа на професор Георги Робев.
Още като студент организира и дирижира Студентски смесен камерен хор към БДК, който развива значителна по обем концертна дейност. Хорът има две турнета във ФРГ. С този хор печели международни отличия като например в Байройт, ФРГ. Същевременно е привлечен като хормайстор в БХК „Светослав Обретенов“. През 1974, 1975 г. специализира в Московската консерватория.
Концертна дейност в Пловдив започва с различните хорови формации на Пловдивското певческо дружество (камерен, женски, мъжки и голям смесен хор). Крикор Четинян ръководи пловдивското Певческо дружество „Ангел Букорещлиев“ от 1971 до 1984 г. като главен диригент.
През 1975 г. създава Студентски женски камерен хор. Хорът представя България и печели почти неизменно първи отличия в най-известните български и международни хорови фестивали.
Преподавател и дългогодишен ръководител катедра „Дирижиране“ в Академията за музикално, танцово и изобразително изкуство (тогава Висш музикално-педагогически институт) от 1972 г. Има издадени негови учебни пособия за хорово дирижиране.
Крикор Четинян за определен период от време е Директор на Държавна опера – Пловдив, както и преподавател в Българска държавна консерватория – София.
През 1983 г. на Крикор Четинян е присъдено званието „Заслужил артист“.
Като световен специалист по хорово дирижиране е участвал в жури, а също и преподавал дирижиране в Италия, Франция, Германия, Унгария и др.
Награден е с орден „Кирил и Методий“ (1978 г.), Награда на СМД „Сребърна лира (1978 г.), почетни значки, медали, грамоти, дипломи и други отличия.
Автор е и на научно-методическа литература.
Крикор Четинян почива на 28 януари 2018 г.